# 1974年の政治
1974年の政治（1974ねんのせいじ）では、1974年（昭和49年）の政治分野に関する出来事について記述する。

## できごと

### 1月
- 1月7日 - 田中角栄首相が東南アジア歴訪に出発。
- 1月9日 - 田中首相、訪問先のタイ・バンコクで5000人の学生デモに包囲される。
- 1月15日 - 田中首相、訪問先のインドネシア・ジャカルタでマラリ事件に遭遇。
- 1月30日 - 日本と韓国が大陸棚協定に調印する。

### 2月
- 2月13日 - ソルジェニーツィンが国家反逆罪でソビエト連邦を国外追放される。

### 3月
- 3月12日 - 小野田寛郎元陸軍少尉が帰国する。

### 4月
- 4月2日 - ジョルジュ・ポンピドゥフランス大統領が死去。
- 4月8日 - 蜷川虎三が京都府知事に七選。
- 4月11日 - 官公労など600万人がゼネラル・ストライキ。国鉄が初の全面運休。
- 4月11日 - ヴィリー・ブラント西独首相の秘書ギュンター・ギヨーム夫妻がスパイ容疑で逮捕。
- 4月25日 - ポルトガルでカーネーション革命。エスタド・ノヴォ体制終焉。

### 5月
- 5月6日 - ヴィリー・ブラント西ドイツ首相、ギヨーム事件で引責辞任。
- 5月15日 - ポルトガルに臨時政権樹立。アントニオ・デ・スピノラ大将が臨時大統領に就任する。
- 5月18日 - インド、初の核実験。世界6番目の核保有国となる。
- 5月19日 - フランス大統領にヴァレリー・ジスカール・デスタンが就任する。
- 5月27日 - ジスカール・デスタン大統領、ジャック・シラクをフランス首相に任命する。

### 6月
- 6月6日 - 西独連邦議会、ギヨーム事件解明のため調査特別委員会設置。
- 6月26日 - 国土庁発足。初代長官は、西村英一。

### 7月
- 7月7日 - 第10回参議院議員通常選挙（七夕選挙）。
  - 自由民主党63議席、日本社会党28議席、公明党14議席、日本共産党13議席、民社党5議席、諸派1議席、無所属6議席。与野党間の議席差は7議席となり与野党伯仲状態に陥る。
- 7月7日 - 三木武夫副総理・環境庁長官が辞任する。
- 7月12日 - 三木の後任として環境庁長官に毛利松平が就任する。
- 7月15日
  - 保利茂の斡旋でホテルオークラで自民党長老会議が持たれる。
  - キプロスでギリシャの支援を受けたギリシャ併合強硬派がクーデターを起こし、マカリオス大統領を追放。
- 7月16日 - 福田赳夫蔵相が辞任する。福田蔵相の慰留に失敗した責任を取り保利茂行政管理庁長官も辞任する。田中首相は、福田の後任に大平正芳外相を横滑りさせ、後任の外相に木村俊夫を任命する。行管庁長官には細田吉蔵が就任する。
- 7月17日 - 憲政記念館で三木・福田会談。
- 7月26日 - ギリシャでコンスタンディノス・カラマンリスが首相に再任。ギリシャ軍事政権が終焉。
- 7月27日 - 米連邦議会下院、ニクソン大統領弾劾可決。

### 8月
- 8月8日 - ウォーターゲート事件でリチャード・ニクソン米大統領が辞任する。
- 8月12日 - 経団連（土光敏夫会長）が、国民協会（自民党資金管理団体）への非協力を決定する。
- 8月15日 - ソウルで朴大統領狙撃事件（文世光事件）。同席していた陸英修大統領夫人と女子高生が死亡。

### 9月
- 9月10日
  - ギニアビサウの独立が正式に承認される。
  - 米連邦議会でジーン・ラロック退役海軍少将が、米海軍核兵器搭載艦船のが「日本などに寄港する際も核兵器を外さない」と証言（ラロック証言）。
- 9月12日 - 田中首相、28日までの日程で、メキシコ、ブラジル、アメリカ、カナダの四カ国を訪問。
- 9月13日 - 日本赤軍がオランダ・ハーグにあるフランス大使館を占拠（ハーグ事件）。
- 9月30日 - ポルトガル臨時大統領のスピノラ大将が国軍運動（英語版）(MFA)と対立し、辞任。後任にフランシスコ・ダ・コスタ・ゴメス将軍が就任。

### 10月
- 10月8日 - 佐藤栄作元首相にノーベル平和賞が贈られることが決定する。
- 10月9日 - 文藝春秋11月号販売。立花隆「田中角栄研究・その金脈と人脈」と児玉隆也「淋しき越山会の女王」により田中金脈問題がクローズアップされる。
- 10月22日 - 田中首相、外国人記者クラブで会見。金脈問題に質問が集中する。
- 10月25日 - 田中首相、前尾繁三郎衆議院議長、河野謙三参議院議長と会談。
- 10月26日 - 新聞各紙、田中・河野会談を取り上げ、「首相の重大決意」を報道。このころから、田中辞任の空気が政界に拡がる。田中首相、椎名悦三郎自民党副総裁と会談。副総理での入閣を打診。
- 10月28日 - 田中首相、11月8日までの日程でオーストラリア、ニュージーランド、ビルマ（現在のミャンマー）の三カ国を訪問。

### 11月
- 11月11日 - 内閣改造。第2次田中第2次改造内閣成立。内閣官房長官に竹下登。
- 11月18日 - フォード米大統領来日（アメリカの国家元首として初の来日）。
- 11月26日 - 田中首相、辞任を表明する。椎名悦三郎自民党副総裁を中心に後継総裁の選考が開始される。

### 12月
- 12月1日 - 椎名裁定により、後継総裁に三木武夫が選ばれる。
- 12月4日 - 自民党両院議員総会で三木武夫が第7代自民党総裁に選ばれる。
- 12月9日 - 田中内閣総辞職。三木内閣発足。経済企画庁長官（副総理格）に福田赳夫、蔵相に大平正芳、外相に宮沢喜一、通産相に河本敏夫など。自民党幹事長には中曽根康弘。
- 12月13日 - マルタがイギリス連邦内の共和国となる。